# 225 v. Chr.
Portal Geschichte | Portal Biografien | Aktuelle Ereignisse | Jahreskalender | Tagesartikel

◄ |
4. Jahrhundert v. Chr. |
3. Jahrhundert v. Chr. |
2. Jahrhundert v. Chr. |
►

◄ | 240er v. Chr. | 230er v. Chr. | 220er v. Chr. | 210er v. Chr. |
200er v. Chr. |
►

◄◄ | ◄ | 228 v. Chr. | 227 v. Chr. | 226 v. Chr. | 225 v. Chr. |
224 v. Chr. |
223 v. Chr. |
222 v. Chr. |
► |
►►
Staatsoberhäupter

## Ereignisse

### Politik und Weltgeschehen

#### Westliches Mittelmeer
Keltische Krieger aus dem Stamm der Boier und der Insubrer fallen in das von Rom beherrschte Etrurien ein und marschieren bis Clevsin/Clusium. Veneter, Samniten, Etrusker und Cenomanen verbünden sich mit Rom gegen die Kelten. Bei Faesulum gelingt den Kelten ein Sieg, doch rücken sie beim Herannahen der römischen Hauptstreitmacht wieder ab, werden aber in der Schlacht bei Telamon gestellt und von den Römern geschlagen. Angeblich kommen 40.000 Kelten ums Leben; auch der römische Konsul Atilius fällt in der Schlacht. Anschließend stößt das römische Heer unter Aemilius auf das Gebiet der Boier am Po vor.
Im Zuge des Keltenkrieges wird das antike Pisae erstmals erwähnt. Brixia wird nach der Unterwerfung der Cenomanen römisch.

#### Östliches Mittelmeer
Argos und zahlreiche weitere Städte der Peloponnes (Kaphyai, Pellene, Pheneos, Phlios, Kleonai, Epidauros, Hermione und Troizen) schließen sich im Verlauf des Kleomenischen Krieges Kleomenes III. von Sparta an, der schließlich auch Korinth für sich gewinnen kann. Der Achaiische Bund appelliert daraufhin an Antigonos III. Doson von Makedonien, dem die Herrschaft über Korinth zugesagt wird, wenn er den Achaiiern gegen Sparta zu Hilfe komme.

#### Asien
Der chinesische Staat Qin greift zur Zeit der Streitenden Reiche den Staat Wei an, dessen Hauptstadt nach dreimonatiger Belagerung erobert wird.

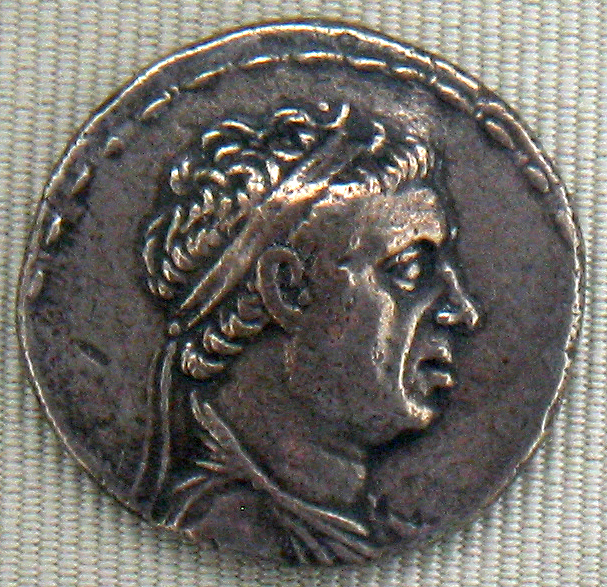
Silbermünze des Ariarathes III (Cabinet des Médailles, Paris)

- um 225 v. Chr.: Nach dem Tod des Herrschers Ariaramna wird dessen Sohn und Mitregent Ariarathes III. Alleinherrscher in Kappadokien. Im innerseleukidischen Streit zwischen Seleukos II. und dessen Bruder Antiochos Hierax ergreift Ariarathes Partei für Antiochos.

### Wirtschaft
- um 225 v. Chr.: Die Römer beginnen mit der Prägung von Goldmünzen.

### Wissenschaft und Technik
- um 225 v. Chr.: Eratosthenes berechnet aus den unterschiedlichen Sonnenständen in Alexandria und Syene den Erdumfang zu 252.000 Stadien, was dem tatsächlichen Wert recht nahekommt.
- um 225 v. Chr.: Apollonios von Perge verfasst ein wegweisendes Werk über die Kegelschnitte.

## Gestorben
- Gaius Atilius Regulus, römischer Politiker und Heerführer
- Euphorion, griechischer Schriftsteller (* um 276 v. Chr.)
- Lykon aus der Troas, griechischer Philosoph (* um 300 v. Chr.)

- um 225 v. Chr.: Ariaramna, Herrscher in Kappadokien